# Hector Hevel
Hector Hevel (Leidschendam, 15 maggio 1996) è un calciatore olandese naturalizzato malaysiano, centrocampista del Johor Darul Ta'zim e della nazionale malaysiana.

## Caratteristiche tecniche
È un trequartista.

## Carriera
Cresciuto nelle giovanili dell'ADO Den Haag, ha esordito in prima squadra il 24 ottobre 2014 in occasione del match di campionato vinto 2-0 contro il Dordrecht.
Nel 2017 viene acquistato dall'AEK Larnaca.

## Statistiche

### Presenze e reti nei club
Statistiche aggiornate al 6 marzo 2019.
| Stagione            | Squadra             | Campionato          | Campionato | Campionato | Coppe nazionali | Coppe nazionali | Coppe nazionali | Coppe continentali | Coppe continentali | Coppe continentali | Altre coppe | Altre coppe | Altre coppe | Totale | Totale | Totale |
| Stagione            | Squadra             | Comp                | Pres       | Reti       | Comp            | Pres            | Reti            | Comp               | Pres               | Reti               | Comp        | Pres        | Reti        | Pres   | Reti   |        |
| ------------------- | ------------------- | ------------------- | ---------- | ---------- | --------------- | --------------- | --------------- | ------------------ | ------------------ | ------------------ | ----------- | ----------- | ----------- | ------ | ------ | ------ |
| 2014-2015           | ADO Den Haag        | ED                  | 2          | 0          | CO              | 0               | 0               |                    | -                  | -                  |             | -           | -           | 2      | 0      |        |
| 2015-2016           | ADO Den Haag        | ED                  | 3          | 0          | CO              | 0               | 0               |                    | -                  | -                  |             | -           | -           | 3      | 0      |        |
| 2016-gen. 2017      | ADO Den Haag        | ED                  | 6          | 0          | CO              | 2               | 0               |                    | -                  | -                  |             | -           | -           | 8      | 0      |        |
| Totale ADO Den Haag | Totale ADO Den Haag | Totale ADO Den Haag | 11         | 0          |                 | 2               | 0               |                    | -                  | -                  |             | -           | -           | 13     | 0      |        |
| gen.-giu. 2017      | AEK Larnaca         | A                   | 9          | 2          | CC              | 0               | 0               |                    | -                  | -                  |             | -           | -           | 9      | 2      |        |
| 2017-2018           | AEK Larnaca         | A                   | 25         | 0          | CC              | 6               | 2               | UEL                | 8                  | 1                  |             | -           | -           | 39     | 3      |        |
| 2018-2019           | AEK Larnaca         | A                   | 20         | 2          | CC              | 2               | 0               | UEL                | 6+4                | 0                  |             | -           | -           | 32     | 2      |        |
| Totale AEK Larnaca  | Totale AEK Larnaca  | Totale AEK Larnaca  | 54         | 4          |                 | 8               | 2               |                    | 18                 | 1                  |             | -           | -           | 80     | 7      |        |
| Totale carriera     | Totale carriera     | Totale carriera     | 65         | 4          |                 | 10              | 2               |                    | 18                 | 1                  |             | -           | -           | 93     | 7      |        |

### Cronologia presenze e reti in nazionale
| Cronologia completa delle presenze e delle reti in nazionale ― Malaysia | Cronologia completa delle presenze e delle reti in nazionale ― Malaysia | Cronologia completa delle presenze e delle reti in nazionale ― Malaysia | Cronologia completa delle presenze e delle reti in nazionale ― Malaysia | Cronologia completa delle presenze e delle reti in nazionale ― Malaysia | Cronologia completa delle presenze e delle reti in nazionale ― Malaysia | Cronologia completa delle presenze e delle reti in nazionale ― Malaysia | Cronologia completa delle presenze e delle reti in nazionale ― Malaysia |
| Data                                                                    | Città                                                                   | In casa                                                                 | Risultato                                                               | Ospiti                                                                  | Competizione                                                            | Reti                                                                    | Note                                                                    |
| ----------------------------------------------------------------------- | ----------------------------------------------------------------------- | ----------------------------------------------------------------------- | ----------------------------------------------------------------------- | ----------------------------------------------------------------------- | ----------------------------------------------------------------------- | ----------------------------------------------------------------------- | ----------------------------------------------------------------------- |
| 25-3-2025                                                               | Iskandar Puteri                                                         | Malaysia                                                                | 2 – 0                                                                   | Nepal                                                                   | Qual. Coppa d'Asia 2027                                                 | -                                                                       |                                                                         |
| Totale                                                                  |                                                                         | Presenze                                                                | 1                                                                       |                                                                         | Reti                                                                    | 0                                                                       |                                                                         |

## Palmarès

### Club

#### Competizioni nazionali
- Coppa di Cipro: 1

AEK Larnaca: 2017-2018
- Supercoppa di Cipro: 1

AEK Larnaca: 2018